# سو هاريسون
سو هاريسون (بالإنجليزية: Sue Harrison)‏ هي كاتِبة أمريكية، ولدت في 29 أغسطس 1950 في لانسنغ في الولايات المتحدة.

## وصلات خارجية
- الموقع الرسمي